# زكي (اسم)
اسم علم مذكر عربي، مضعف الياء ،معناه: الصالح، الزائد ، الطاهر من الذنوب، قال تعالى: ﴿يَتْلُو عَلَيْهِمْ آيَاتِهِ وَيُزَكِّيهِمْ﴾ [الجمعة: من الآية2].

## شخصيات تحمل الاسم
- زكي نجيب محمود
- زكي رستم
- زكي طليمات
- زكي نسيبة
- زكي بدر
- زكي مبارك
- زكي الخطابي
- زكي درويش